# Futebol Clube de Pedroso
O Futebol Clube Pedroso é um clube português localizado na freguesia de Pedroso, concelho de Vila Nova de Gaia, distrito do Porto. O clube foi fundado em 7 de Julho de 2007 e o seu atual presidente é Carlos Correia. Os seus jogos em casa são disputados no Complexo Desportivo de Pedroso.
A equipa de futebol sénior participa, na época de 2024/25, na Divisão Elite da Associação de Futebol do Porto.

## História
Fundado a 1 de Julho de 1948 como Grupo Desportivo Outeirense. A 20 de Maio de 1978 passou a designar-se União Desportiva de Pedroso, participando nos Campeonatos de futebol amador.
Visando o engrandecimento do Clube, e a sua crescente importância, em 23 de Julho de 1992 passou a denominar-se Associação Desportiva de Pedroso, participando nos campeonatos da 3ª divisão Distrital da Associação de Futebol do Porto.
No ano de 1993 foi construído e inaugurado o primeiro campo de futebol com a denominação de Complexo Desportivo de Pedroso.
Subiu para a 2ª Divisão Distrital na época 1993/94. Na época de 2000/01, subiu à 1ª Divisão Distrital da Associação de Futebol do Porto.
Em 2006 o clube atravessa uma crise financeira, acabando por se extinguir em 2007, ficando a freguesia um Clube federado e sem desporto em camadas jovens. Afim dos jovens da freguesia não ficarem privados da prática do futebol e a pedido de vários pais e pedrosenses, 8 elementos da direção anterior decidem avançar com um novo projeto criando um novo clube dando o nome de Futebol Clube de Pedroso, como nesse ano foram distinguidas as 7 maravilhas de Portugal e como a proposta de António Teixeira de que o Pedroso fosse a oitava maravilha, sendo então o Futebol Clube de pedroso fundado a 07 de Julho de 2007 e sendo retificados os estatutos da coletividade e participa nos Campeonatos Distritais da 2ª Divisão da Associação de Futebol do Porto..
Apostando na formação desportiva , o clube movimenta cerca de 240 atletas repartidos pelos escalões de Petizes, Traquinas, Benjamins, Infantis, Iniciados, Juvenis, Juniores, Seniores, Veteranos e Feminino.
Assim o primeiro presidente da era FC de Pedroso passa a ser Manuel Couto e que gere o clube ate ao final da época de 2009/10. Como ainda não tinha terminado o segundo biénio de mandato e aprovado em Assembleia Geral passa a gerir o Clube António Teixeira como presidente. Nessa época sobem à 1ª Divisão Distrital a equipa de Infantis.
Na época de 2011/12 Carlos Correia é eleito Presidente do clube e em 2012 tendo ficado em 5º lugar na série 1 da 2ª Divisão Distrital a equipa Sénior é repescada para disputar uma vaga e sobe de divisão em jogo de apuramento frente ao lus. St. Cruz. Na época 2012/2013 disputa a 1ª Divisão Distrital da Associação de Futebol do Porto e é formada a primeira equipa de futebol Feminino. Na época 2016/17 é campeão da série 1, disputando a finalíssima sagra-se Campeão da 1ª Divisão Distrital da A.F. Porto e sobe à Divisão de Honra. Sendo a primeira vez que sobe de divisão com o titulo de Campeão. Em 2017/18 classifica-se em 4º Lugar da série 1 da divisão de Honra.
Vencedor AF Porto Taça AF Porto 2020/21 - (Antiga Taça Brali) tendo direito a jogar 1ª Eliminatória Taça de Portugal Placard 2021/22 FC Pedroso 0-2 USC Paredes :: Taça de Portugal

## Palmares:
- AF Porto Taça AF Porto 2020/21
- AF Porto 1ª Divisão 2016/17